# Hydrovatus sharpi
Hydrovatus sharpi är en skalbaggsart som beskrevs av Branden 1885. Hydrovatus sharpi ingår i släktet Hydrovatus och familjen dykare. Inga underarter finns listade i Catalogue of Life.